# Золотые монеты Павла I
Золотые монеты Павла I — монеты Российской империи, отчеканенные из золота во времена правления Павла I. При императоре существовали два номинала золотых монет: червонец и полуимпериал (пять рублей).

## История
Павел I был не согласен с политикой Екатерины II, что привело к осуществлению нескольких реформ. При императоре планировалось преобразовать финансовую сферу, в частности заменить выпущенные ассигнации на золотые и серебряные монеты. Если бы данный проект завершился, то Российская Империя приобрела бы крепкую валюту и экономическую стабильность, однако этого не произошло. Было предпринято строительство Банковского монетного двора, предназначавшийся для чеканки банковой монеты без фиксированного номинала.
При Павле I червонцы Российской империи почти сразу подверглись изменению. С 1796 года производится чеканка золотой банковой монеты 94 2/3 пробы, вместо червонцев 94 пробы. Внешний вид монет кардинально меняется — император отменяет портретную чеканку, возможно, из-за комплекса по поводу своей внешности. На реверсе монеты вместо портрета государя изображается надпись «НЕ НАМЪ НЕ НАМЪ А ИМЯНИ ТВОЕМУ». Червонцы чеканили только с 1796 по 1797 год.
Изначально планировалось, чтобы 5 рублей битись червонной с пробой 94 2/3. Однако Павел I отдал предпочтение изображению надписи «НЕ НАМЪ, НЕ НАМЪ, А ИМЯНИ ТВОЕМУ».

## Описание монет

### Червонец 1796 года
Этот червонец выполнен из золота 986 пробы; его диаметр составляет от 21 до 22,8 мм, а вес равен 3,49 г., чистого золота — 3,44 г. Был выпущен тиражом 2500 экземпляров. Гурт является шнуровидным — косая насечка с наклоном влево.
На аверсе червонца изображён герб Российской империи конца XVIII века — двуглавый орёл под тремя коронами. Одна из них большая, расположена над орлом, которая разделяет надпись на две части. В правой лапе он сжимает скипетр, в левой держит державу. На груди орла расположен овальный щит с изображением Георгия Победоносца на коне, поражающего копьём дракона. Вокруг щита — цепь Ордена Святого Андрея Первозванного. Сверху расположена дата: «1796∙ ГОДА∙», внизу — обозначение монетного двора «БМ». Однако чеканка червонцев была произведена на Санкт-Петербургском монетном дворе. На реверсе червонца в четырёхугольном картуше изображена надпись в четыре строки: «НЕ НАМЪ НЕ НАМЪ А ИМЯНИ ТВОЕМУ».
Разновидности у данного червонца отсутствуют (Биткин R2), однако известно о новоделе с двумя разновидностями (Биткин R2/R4 PIED-FORT).

### Червонец 1797 года
Этот червонец выполнен из золота 916 пробы; его диаметр составляет от 22,3 до 23 мм, а вес равен 3,48 г. Был выпущен тиражом 137 100 экземпляров. Гурт является шнуровидным.
На аверсе червонца изображена монограмма императора в виде четырёх букв «П», увенчанных коронами. В центре располагается римская цифра «I». Сверху расположена дата: «1797 ГОДА», в левом нижнем углу обозначение монетного двора: «С∙М», в правом инициалы минцмейстера: «Г∙Л» — Г. Львов. На реверсе червонца в четырёхугольном картуше изображена надпись в четыре строки: «НЕ НАМЪ, НЕ НАМЪ, А ИМЯНИ ТВОЕМУ».
Разновидности у данного червонца отсутствуют (Биткин R1).

### 5 рублей 1798 года
Эта монета выполнена из золота 986 пробы; его диаметр составляет 23 мм, а вес равен 6,08 г. Был выпущен тиражом 147 473 экземпляров. Гурт является шнуровидным — наклон насечки влево.
На аверсе монеты изображена монограмма императора в виде четырёх букв «П», увенчанных коронами. В центре располагается римская цифра «I», около неё — четыре арабских цифр «5». Круговая надпись: «ПЯТЬ РУБЛЕЙ 1798 ГОДА ∙», в левом нижнем углу обозначение монетного двора: «С∙М», в правом инициалы минцмейстера: Ф∙Ц» — Ф. Цетреус. На реверсе червонца в четырёхугольном картуше изображена надпись в четыре строки: «НЕ НАМЪ НЕ НАМЪ А ИМЯНИ ТВОЕМУ».
Помимо 1798 года, данная монета чеканилась в других годах, разновидности которых отличаются обозначением монетного двора и инициалами минцмейстера. 5 рублей 1798 года имеют два варианта (Биткин R/R1): 1 — «СМ ЦФ»; 2 — «СП ОМ». 5 рублей 1799 года только «СМ АИ» (Биткин R). Тираж — 107 814 экземпляров. 5 рублей 1800 года имеют два варианта (Биткин R/R1): 1 — «СМ ОМ»; 2 — «СП ОМ». Тираж — 65 602 экземпляров. 5 рублей 1801 года только «СМ АИ» (Биткин R). Тираж — 180 000 экземпляров.
Существуют новоделы 5 рублей 1798 года «СП ОМ» (Биткин R3); 5 рублей 1800 года «СМ АИ» (Биткин R4); 5 рублей 1801 года «СМ АИ» (Биткин R4).

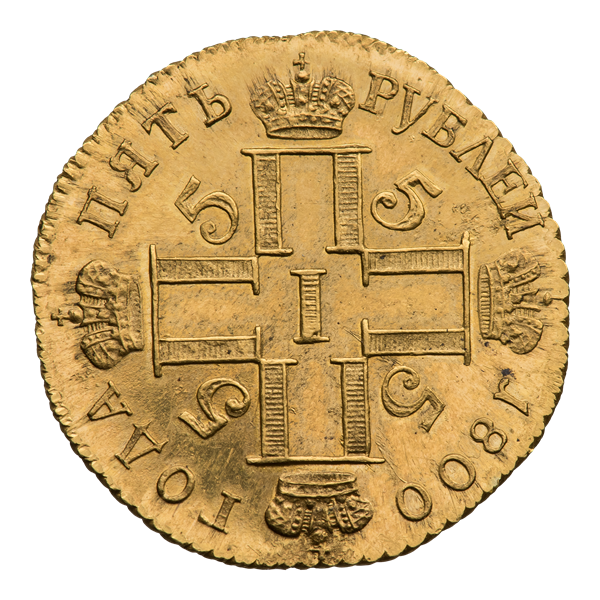
Аверс
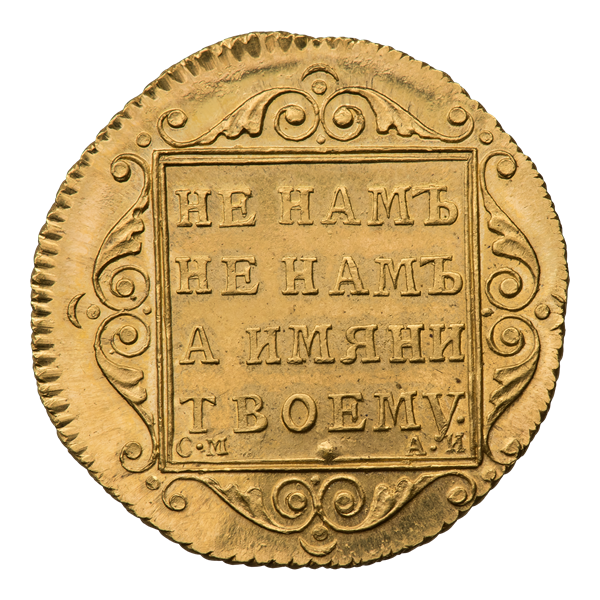
Реверс